# Polycyrtus bicolor
Polycyrtus bicolor är en stekelart som beskrevs av Zuniga 2004. Polycyrtus bicolor ingår i släktet Polycyrtus och familjen brokparasitsteklar. Inga underarter finns listade i Catalogue of Life.